# Thomas J. Barr
Thomas Jefferson Barr (ur. w 1812 w Nowym Jorku, zm. 27 marca 1881 w Nowym Jorku) – amerykański polityk, niezależny demokrata.

## Działalność polityczna
Od 1854 do 1855 zasiadał w New York State Senate. W okresie od 17 stycznia 1859 do 3 marca 1861 przez jedną kadencję był przedstawicielem 4. okręgu wyborczego w stanie Nowy Jork w Izbie Reprezentantów Stanów Zjednoczonych.